# Daniel Kvammen
Daniel Kvammen (* 27. April 1988 in Geilo) ist ein norwegischer Sänger, Gitarrist und Songwriter.

## Leben
Kvammen wuchs in Geilo in der Kommune Hol auf. Von 2006 bis 2009 besuchte er die weiterführende Schule in Gol. Anschließend begann er ein kulturwissenschaftliches Studium an der Handelshøyskolen BI. Im Jahr 2014 trat er bei den Musikfestivals by:Larm und Øyafestivalen auf. Im Jahr 2015 veröffentlichte Kvammen sein Debütalbum Fremad i alle retninga. Im selben Jahr veröffentlichte er die EP Daniel Kvammen 1988. Beim Musikpreis Spellemannprisen 2015 war er in drei Kategorien nominiert. Kvammen wurde als Textautor sowie als Newcomer des Jahres nominiert, sein Lied Du fortenar ein som meg als Lied des Jahres. Im Jahr 2017 gab er die beiden Alben Vektlaus und Maktlaus heraus. Das Musikvideo das für das gemeinsam mit Lars Vaular veröffentlichte Lied Som om himmelen revna entstand, wurde beim Spellemannprisen 2017 als „Musikvideo des Jahres“ ausgezeichnet.
Im Oktober 2021 gab Kvammen das Album Guta som gret heraus. Er wirkte an der im Frühjahr 2022 bei TV 2 ausgestrahlten dritten Staffel der Reality-Show Kompani Lauritzen mit. Im Herbst 2022 erreichte er bei der beim norwegischen Rundfunk Norsk rikskringkasting (NRK) ausgestrahlten Musikshow Maskorama im Finale den zweiten Platz hinter Bilal Saab.

## Stil und Rezeption
Kvammen singt in seinem Heimatdialekt, einem Dialekt aus dem Hallingdal. Für den Gebrauch seines Dialekts erhielt er Auszeichnungen. Von der Jugend-Sprachorganisation Norsk Målungdom wurde er mit dem Dialektprisen gekürt. Von der Sprachorganisation Buskerud Mållag erhielt er den Målpris.
In seinem Debütalbum bewegte er sich in den Genres der Weisen und der Countrymusik. Mit dem Album Vektlaus aus dem Jahr 2017 bewegte er sich in Richtung Elektropop. Seine Musik wird häufiger mit der von Stein Torleif Bjella verglichen. In einer Rezension seines vierten Albums Guta som gret aus dem Jahr 2021 hieß es, dass es mit jedem Album „weniger Dorf und mehr Stadt“ geworden sei.

## Auszeichnungen
Spellemannprisen
- 2015: Nominierung in der Kategorie „Lied des Jahres“ (für Du fortenar ein som meg)
- 2015: Nominierung in der Kategorie „Textautor“ (für Fremad i alle retninga)
- 2015: Nominierung in der Kategorie „Newcomer des Jahres“
- 2017: „Musikvideo des Jahres“ (mit Lars Vaular für Som om himmelen revna)

Sonstige
- 2015: Dialektprisen von der Norsk Målungdom
- 2015: Målpris von Buskerud mållag

## Diskografie

### Alben
| Jahr | Titel                  | Höchstplatzierung, Gesamtwochen, AuszeichnungChartsChartplatzierungen (Jahr, Titel, Platzierungen, Wochen, Auszeichnungen, Anmerkungen) | Anmerkungen |
| Jahr | Titel                  | NO | Anmerkungen |
| ---- | ---------------------- | --- | ----------- |
| 2015 | Fremad i alle retninga | NO19 Gold · (5 Wo.)NO |             |
| 2017 | Vektlaus               | NO20 (1 Wo.)NO |             |
| 2021 | Guta som gret          | NO26 (1 Wo.)NO |             |

Weitere Alben
- 2015: 1988 EP (EP)
- 2017: Maktlaus
- 2022: Absolutt klining

### Singles
- 2013: Ingen vega utenom
- 2013: Alt for mykje tå alt for lite
- 2015: Du fortenar ein som meg (NO: Platin)
- 2015: Du fortenar ein som meg (klineversjon) (NO: Gold)
- 2015: Daue fugla
- 2015: Fuck deg, helsing 90-talet
- 2015: 23. desember
- 2017: Me danser ikkje for moro skyld
- 2017: Gatelangs gjennom sorg og synd
- 2017: Som om himmelen revna (mit Lars Vaular)
- 2017: Ultraliv
- 2017: Så godt at det gjør vondt
- 2017: Ubestemte Absolutta
- 2018: Om du vil ei gong til
- 2019: Einsam i lag (mit Eva Weel Skram)
- 2020: Falle frå jorda
- 2020: Janteloven
- 2020: Me to er ein evighet (mit Gabrielle)
- 2021: Tid forbi ti amor
- 2021: Den tyngste turen (mit Aslag Haugen)
- 2021: Min egen verste venn
- 2021: Venter på mirakelet (mit Daniela Reyes)
- 2022: Kamikaze (mit Amanda Bergman)
- 2022: Den finast eg veit